# Zavodske (oblast de Ternopil)
Zavodske (ukrainien : Заводське) est une commune urbaine de l'oblast de Ternopil, en Ukraine. Elle compte 3 337 habitants en 2021.